# Енн Тайлер
Енн Тайлер (нар. 25 жовтня 1941) — американська письменниця, авторка короткої прози та літературна критикиня. Опублікувала двадцять чотири романи. Романи «Вечеря в ресторані "Ностальгія"» (1982), «Турист мимоволі» (1985) та «Уроки дихання» (1988) стали фіналістами Пулітцерівської премії з художньої літератури, а роман «Уроки дихання» здобув цю премію 1989 року. Авторка також здобула премію Джанет Гайдінґер Кафки, премію Ambassador Book Award та премію Національного кола книжкових критиків. 2012 року письменниця здобула премію The Sunday Times за літературну майстерність. Двадцятий роман Тайлер «Блакитне мереживо долі» потрапив до короткого списку Букерівської премії 2015 року, а «Рудий на узбіччі» — до довгого списку цієї ж нагороди 2020 року.
Авторка знана своїми глибоко опрацьованими персонажами, «блискуче продуманими та абсолютно точними деталями», «вишуканим і майстерним стилем» та «проникливою й відкритою мовою».
Енн Тайлер порівнюють серед інших із Джоном Апдайком, Джейн Остін та Юдорою Велті.

## Дитинство та освіта

### Дитинство
Найстарша з чотирьох дітей, вона народилася в Міннеаполісі, Міннесота. Її батько, Ллойд Паррі Тайлер, був промисловим хіміком, а мати, Філліс Магон Тайлер, соціальною працівницею. Обоє батьків були квакерами, які активно займалися соціальними справами на Середньому Заході та Півдні. Її родина жила у квакерських громадах на Півдні, поки 1948 року вони не оселилися у квакерській комуні в Сіло, в горах Північної Кароліни поблизу Бернсвілла. У поселенні громади Сіло мешкали переважно люди, які відмовлялися від військової служби з мотивів сумління, та члени ліберального відділення Гіксайтського Товариства друзів. Тайлер жила там із семи до одинадцяти років і допомагала батькам та іншим членам громади доглядати за худобою та органічним землеробством. Хоча вона не навчалася в офіційній державній школі в Сіло, уроки мистецтва, столярства та кулінарії викладали вдома, а інші предмети викладали в крихітному шкільному будинку. Її початкову неформальну освіту доповнила заочна школа.
Її першим спогадом про власне творче оповідання було те, як вона трирічною заповзала під покривало і «розповідала собі історії, щоб заснути вночі». Її першою книжкою у сім років була збірка малюнків і оповідань про «щасливих дівчат ... яким доводилося їхати на захід у критих фургонах». Її улюбленою книжкою в дитинстві був «Маленький будиночок» Вірджинії Лі Бертон. Тайлер визнає, що ця книжка, яку вона читала багато разів у цей період обмеженого доступу до книг, справила на неї глибокий вплив, показавши, «як йшли роки, люди змінювалися, і ніщо не могло залишатися колишнім». Це раннє сприйняття змін із плином часу є темою, яка знову і знову з’являється в багатьох її романах десятиліття потому, так само як і сам «Маленький будиночок» з’являється в романі «Вечеря в ресторані "Ностальгія"». Тайлер також описує, як у дитинстві 22 рази читала «Маленьких жінок». Коли родина Тайлерів покинула Сіло після чотирьох років і переїхала до Ролі, штат Північна Кароліна, одинадцятирічна Тайлер ніколи не навчалася у державній школі й ніколи не користувався телефоном. Це неортодоксальне виховання дозволило їй дивитися на «нормальний світ з певною дистанцією та здивуванням».
Тайлер відчувала себе аутсайдеркою у державних школах Ролі, в яких вона навчалася, і це почуття супроводжувало її майже все життя. Вона вважає, що це відчуття аутсайдера допомогло їй стати письменницею: «Я вважаю, що будь-яка ситуація розмежування підійде [щоб стати письменницею]. У моєму випадку це був вихід із комуни. ... і намагання вписатися в зовнішній світ». Попри те, що до одинадцяти років Енн не навчалася в державній школі, вона пішла до школи й випереджала більшість своїх однокласників у Ролі в академічному плані. Маючи тепер доступ до бібліотек, вона відкрила Юдору Велті, Габріеля Гарсіа Маркеса, Ф. Скотта Фіцджеральда та багатьох інших. Юдора Велті залишається однією з її улюблених письменниць, а «Широка мережа та інші історії» — однією з її улюблених книжок; вона назвала Велті «моїм найголовнішим впливом». Вона вважає, що Велті показала їй, що книжки можуть розповідати про повсякденні подробиці життя, а не лише про важливі події. Під час навчання в середній школі Needham B. Broughton у Ролі її надихала та підбадьорювала чудова вчителька англійської мови Філліс Пікок. «Місис Пікок» раніше навчала письменника Рейнольдса Прайса, під керівництвом якого Тайлер пізніше навчалася в Університеті Дюка. Згодом Пікок навчала письменника Армістеда Мопіна. Через сім років після закінчення середньої школи Тайлер присвятить свій перший опублікований роман «Місис Пікок, за все, що ви зробили».
Коли Тайлер закінчила середню школу у шістнадцять років, вона хотіла вступити до Свортморського коледжу, школи, яку 1860 року заснувало Гіксайтське відділення Товариства друзів. Однак вона отримала повну стипендію Дюка для навчання в Університеті Дюка, і її батьки змушували її вступити до Дюка, оскільки їм потрібно було заощадити гроші на освіту трьох молодших братів. У Дюку Тайлер записалася на перший курс творчого письма Рейнольдса Прайса, де також навчався майбутній поет Фред Чаппел. Найбільше враження на Прайса справила шістнадцятирічна Тайлер, яку він описав як «страшно дорослу для 16 років», «з широко розплющеними очима» та «аутсайдерку». Через роки Прайс опише Тайлер як «одну з найкращих романісток у світі, ... яка була майже такою ж гарною письменницею в 16 років, як і зараз». Тайлер пройшла додатковий курс творчого письма з Прайсом, а ще навчалася під керівництвом Вільяма Блекберна, який також викладав у Вільяма Стайрона, Джозефіни Гамфріс і Джеймса Епплвайта в Дюку, а також у Прайса і Чаппелла.
Бувши студенткою коледжу, Тайлер ще не прийняла рішення, що хоче стати письменницею. Вона любила живопис і образотворче мистецтво. Також брала участь у драматичному гуртку в середній школі та в Дюку, де зіграла в низці п’єс, грала Лауру в «Скляному звіринці» та місис Гіббс у «Нашому місті». Вона вивчала російську літературу в університеті Дюка, а не англійську, і закінчила його 1961 року у дев’ятнадцять років, після того, як її прийняли до Фі Бета Каппа. Маючи диплом з російської літератури, вона здобула стипендію на навчання в аспірантурі зі славістики Колумбійського університету.
Життя у Нью-Йорку стало для неї справжньою значною зміною. Там вона стала певною мірою залежною від їзди в потягах і метро: «Поки я їхала, я часто відчувала, що я ... величезне око, яке приймає речі, перевертає їх і сортує ... письмо було єдиним способом» [висловити свої спостереження]. Тайлер покинула аспірантуру Колумбійського університету через рік, закінчивши курсову роботу, але не закінчивши магістерську роботу. Вона повернулася до Дюка, де влаштувалася працювати в бібліотеці бібліографкою російської літератури. Саме там вона познайомилася з Тагі Модаррессі, лікарем-ординатором дитячої психіатрії у медичній школі Дюка, а також письменником, і вони одружилися через рік (1963).

## Кар'єра

### Ранні твори та перші публікації
Ще студенткою Дюка, Тайлер опублікувала оповідання «Лаура» в літературному журналі Дюка «Архів», за яке здобула нещодавно створену нагороду Енн Флекснер за творче письмо. У коледжі та до одруження вона написала багато оповідань, одне з яких так вразило Рейнольдса Прайса, що він пізніше ствердив, що це була «найдовершеніша, найдосконаліша розповідь, яку я коли-небудь отримував від студентів за тридцять років викладання». Оповідання «Святі в домі Цезаря» також було опубліковано в «Архіві» і принесло їй другу нагороду Енн Флекснер. Ця коротка історія, яку Прайс надіслав з подякою до Діармуіда Рассела, призвела до її зустрічі з Расселом, який був агентом і Рейнольдса Прайса, і Юдори Велті, яка мала «ключовий вплив» на Тайлер, пізніше він став агентом самої Тайлер.
Працюючи в бібліотеці Університету Дюка, до та після одруження з Модаррессі, Тайлер продовжувала писати оповідання та почала працювати над своїм першим романом «Якщо коли-небудь настане ранок». У цей період її оповідання виходили у The New Yorker, The Saturday Evening Post і Harpers. Після того, як подружжя переїхало до Монреаля — термін дії американської візи Модаррессі закінчився, і вони переїхали туди, щоб він міг закінчити резиденцію, — Тайлер продовжувала писати, шукаючи роботу. Її перший роман вийшов 1964 року, а наступного року – «Дерево з бляшанок». Через багато років вона відмовилася від обох цих романів, а також від багатьох оповідань, які написала в цей період. Вона навіть написала, що «хотіла б їх спалити». Вона вважає, що більшість її ранніх творів хибує на недостатньо глибоке розкриття персонажів та її нездатність неодноразово доопрацьовувати матеріал.
1965 року 24-річна Тайлер народила першу дитину, дочку, яку вони назвали Теж. Через два роки народилася друга донька Мітра. Приблизно в цей час подружжя переїхало до Балтимора, штат Мериленд, оскільки Тагі закінчив ординатуру та отримав посаду в медичній школі Університету Мериленду. З переїздами, зміною роботи та вихованням двох маленьких дітей Тайлер мала мало часу та енергії для написання текстів і нічого не публікувала між 1965 і 1970 роками. Вона зручно влаштувалася в місті Балтимор, де залишилася жити і де розгортається дія більшості її подальших романів. Вважається, що в Балтиморі справжня суміш південної та північної культури. Це також територія значної присутності квакерів, і зрештою Тайлер зарахувала обох своїх дочок до місцевої школи Друзів. У цей період вона почала писати літературні огляди для журналів, газет тощо, щоб забезпечити родині додатковий заробіток; вона продовжувала цю роботу до кінця 1980-х років, написавши приблизно 250 оглядів. Хоча цей період не був продуктивним для її письменницької кар’єри, Тайлер справді відчуває, що цей час збагатив її дух і досвід і, своєю чергою, надав її подальшим творам більшої глибини, оскільки вона мала «більш сформоване Я, від імені якого можна висловлюватися».
Тайлер знову почала писати в 1970 році й до 1974 року опублікувала ще три романи: «Життя, що ковзає вниз», «Той, хто заводить годинники» та «Небесна навігація». На її думку, її письмо значно покращилося в цей період; коли її діти пішли до школи, вона змогла приділяти йому набагато більше уваги, ніж це було можливо після того, як вона закінчила Дюк. З виходом роману «Небесна навігація» Тайлер почала здобувати національне визнання: Гейл Годвін дала дуже схвальний відгук на нього у New York Times Review of Books. Хоча вона не пишається своїми першими чотирма романами, Тайлер вважає цей п’ятий роман одним зі своїх улюблених. Це була складна книга для написання, зазначає вона, оскільки їй довелося переписувати чернетку за чернеткою, щоб по-справжньому зрозуміти своїх персонажів. Джон Апдайк схвально відгукнувся про її наступний роман «У пошуках Калеба», написавши: «Кумедний, ліричний і правдивий, вишуканий у своїх деталях і амбітний у своєму задумі. ...Ця письменниця не просто хороша, вона шалено добра». Після цього він почав цікавитися її творчістю і також написав рецензії на її наступні чотири романи. Роман «Смерть Моргана» (1980) здобув Премію Джанет Гайдінґер Кафки за художню літературу та був номінований як на American Book Awards, так і на премію National Book Critics Circle. Джойс Керол Оутс добре оцінила його в «Мадемуазель»: «Захопливо ... Настільки нетрадиційна історія кохання, що вона, здається, застає зненацька самих її героїв». 

### Всенародне визнання
З наступним романом Тайлер справді стала визнаною мисткинею у літературному світі. Дев'ятий роман Тайлер, «Вечеря в ресторані "Ностальгія"», який вона вважає своїм найкращим твором був фіналістом Пулітцерівської премії, PEN/Faulkner Award та American Book Award for Fiction 1983 року. У рецензії в The New Yorker Джон Апдайк писав: «Її мистецтво потребувало лише затемнення, яке додавало б міцності її ескізам красивої форми ... У своєму дев’ятому романі вона вийшла на новий рівень влади». Десятий роман, «Турист мимоволі», здобув Премію Національного кола книжкових критиків у галузі художньої літератури 1985 року, книжкову премію Ambassador Book Award 1986 року та був фіналістом Пулітцерівської премії 1986 року. 1988 року за ним також зняли стрічку з Вільямом Гертом та Джиною Девіс у головних ролях. Критичний і комерційний успіх фільму ще більше підвищив обізнаність громадськості про її роботу. 11-й роман «Уроки дихання» здобув Пулітцерівську премію з художньої літератури 1989 року та став «Книгою року» за версією журналу Time. 1994 року його екранізували, як згодом ще чотири інші її романи.
Після здобуття Пулітцерівської премії за «Уроки дихання» Тайлер написала ще 13 романів; багато з них увійшли до основного вибору клубу «Книга місяця» та стали бестселерами New York Times. Роман «Драбина років» журнал Time обрав однією з десяти найкращих книг 1995 року. Роман «Клаптикова планета» став видатною книгою New York Times (1999). Романи «Святе можливо» та «Колись, коли ми були дорослими» (2001) були екранізовані 1998 і 2004 року відповідно. У романі «Копання в Америку» 2006 року вона дослідила, як іммігрантка з Ірану, яка прожила в США 35 років, дає раду зі своїм «чужим» поглядом, з яким Тайлер знайома завдяки шлюбу з іранським психіатром Тагі Мохаммадом Модаррессі.
Крім романів, Тайлер публікувала оповідання в The New Yorker, The Saturday Evening Post, Redbook, McCall's і Harper's, але вони ніколи виходили збіркою. Серед її оповідань — «Середні хвилі в незахищених водах» (1977), «Тримати речі разом» (1977) і «Підліткова пустка» (1983). З 1983 по 1996 рік вона упорядкувала три антології: «Найкращі американські оповідання 1983 року», «Найкраще з Півдня», «Найкраще з Півдня: Найкраще за друге десятиліття».

## Особисте життя
1963 року Тайлер вийшла заміж за іранського психіатра та письменника Тагі Мохаммада Модаррессі. Модаррессі, на 10 років старший за неї, покинув Іран та свою родину як політичний біженець коли йому було 25 років. Після півторарічного стажування у Вічиті, штат Канзас, він отримав ординатуру з дитячої психіатрії в медичній школі Університету Дюка. Там він познайомився з Тайлер і виявив їхній спільний інтерес до літератури. Модаррессі написав два романи перською мовою, відзначені нагородами, і тому сам був досить досвідченим письменником. Пізніше він написав ще три романи, два з яких Тайлер допомогла перекласти англійською («Книга відсутніх людей» та «Правила етикету паломника»). У 1980-х роках Модаррессі заснував Центр вивчення немовлят у Балтиморі та терапевтичний дитячий садок Cold Spring Family Center у Пімліко, штат Мериленд, де займалися дітьми, які зазнали емоційної травми. Модаррессі помер 1997 року у віці 65 років від лімфоми.
У Тайлер і Модаррессі було дві доньки — Теж і Мітра. Обидві доньки поділяють інтерес і талант матері до малювання. Теж — професійна фотографка і художниця, яка переважно працює олійними фарбами, вона створила обкладинку роману своєї матері «Сходи років». Мітра — професійна ілюстраторка, яка працює переважно аквареллю. Вона проілюструвала сім книжок, зокрема дві дитячі книжки, написані у співавторстві з матір'ю («Тамбл Тавер» і «Тімоті Таґботтом каже ні!).
Тайлер живе в районі Роланд-Парк у Балтиморі, штат Мериленд, де розгортаються дії більшості її романів. Сьогодні туристи навіть можуть здійснити «екскурсію Енн Тайлер» цією місцевістю. Упродовж деякого часу вона виділялася серед сучасних авторів бестселерів, оскільки рідко давала особисті інтерв’ю, не вирушала в книжкові тури й не з’являлася на публіці. 2012 року вона порушила цю політику та дала своє перше інтерв’ю за майже 40 років; згодом Марк Лоусон взяв у неї інтерв’ю на радіо BBC 2013 року про її підхід до написання. 2015 року вона обговорювала свій 20-й роман «Блакитне мереживо долі» в прямому ефірі радіоінтерв’ю з Діаною Рем та додзвонювачами на «Шоу Діани Рем».

## Стиль написання, впливи та філософія
Романи Тайлер рецензували та аналізували численні колеги-автори, науковці та професійні критики. Наведений далі огляд характеру її творчості ґрунтується на вибраних описах і міркуваннях обмеженої кількості видатних літераторів, які рецензували її твори. Крім того, сама Тайлер багато розповіла про власні твори в інтерв’ю. Хоча донедавна вона відмовлялася брати участь в інтерв’ю, упродовж багатьох років вона брала участь у численних інтерв’ю електронною поштою. Ці інтерв’ю електронною поштою надали матеріал для біографій, журнальних статей, посібників для читачів та навчальних матеріалів.

### Класифікація її літератури
Час від часу Тайлер класифікували як «південну авторку» або «сучасну американську авторку». Південна категорія, очевидно, є наслідком того, що вона виросла та вступила до коледжу на Півдні. Також вона захоплювалася та/або навчалася у відомих південних авторів Юдори Велті та Рейнольдса Прайса. У рідкісному інтерв’ю The New York Times Тайлер назвала Юдору Велті найбільшим літературним впливом: «Читання Юдори Велті, коли я зростала, показало мені, що дуже маленькі речі часто дійсно більші за великі». Однак поетеса та письменниця Ката Поллітт зазначає: «Важко класифікувати романи Енн Тайлер. Вони є південними у своєму певному відчутті сім’ї та місця, але їм бракує смаку до насильства та готики, які часто характеризують усвідомлену південну літературу. Вони сучасні у своїх художніх техніках, але абсолютно байдужі до сучасного моменту як теми, тож, лише з незначними відхиленнями, її історії могли б бути такими, що відбулися у двадцятих чи тридцятих роках».
Також важко класифікувати Тайлер з погляду тем; як вона сама зазначає: «Я не думаю про свою роботу в термінах тем. Я просто намагаюся розповісти історію». Далі Тайлер каже: «Будь-які великі «питання життя», що виникають у моїх романах, є випадковими — вони не є причиною написання роману, а скоріше (1) питаннями, які захоплюють моїх персонажів незалежно від мене, або (2) іноді питаннями, що можуть бути тематично пов'язані з моїм власним життям у цей момент, навіть якщо я цього повністю не усвідомлюю. Відповіді, якщо вони приходять, походять з досвіду героїв, а не з мого досвіду, і я часто дивлюся на ці відповіді з якимось віддаленим, збентеженим подивом».

### Персонажі та детальні описи
У творах Тайлер герої є рушійною силою, що стоїть за історією та відправною точкою для її написання: «Я справді намагаюся записати кожну уявну грань моїх героїв, перш ніж почати книгу, намагаючись пізнати їх, щоб зрозуміти, як вони реагуватимуть у будь-якій ситуації. ... Моя причина писати зараз — це проживати життя, відмінні від мого власного, і я роблю це, занурюючись усе глибше і глибше... доки не досягаю самої суті цих життів». 1976 року Поллітт так описала її майстерність: «Тайлер все яскравіше відшліфовує ремесло, яке багато романістів більше не вважають важливим для своєї мети: розкриття характеру через блискуче продумані й абсолютно точні деталі».
Дванадцять років потому Мітіко Какутані у рецензії на «Уроки дихання» похвалила «здатність [Тайлер] вибирати деталі, які точно показують, як почуваються і думають її герої», а також її «дар співчуття, представлення ситуації кожного героя з гумором і співчуттям». Пізніше Какутані зазначила, що «кожен персонаж у «Святе можливо» був повністю відтворений, наповнений відчутним внутрішнім життям, і кожен був підігнаний, як випиляний вручну шматочок пазла, в матрицю сімейного життя». Керол Шилдс, також пишучи про її персонажів, зауважує: «Тайлер завжди змушувала своїх персонажів працювати. Їхні часто скромні або ексцентричні професії, уважно описані й пронизані гумором, міцно переплетені з іншими аспектами їхнього життя, надаючи їм водночас і монотонність, і розраду, а також освітлену сцену для розкриття їхніх драматичних «я». Вона також дає своїм чоловікам і жінкам можливість для спокути».
Тайлер говорила про важливість персонажів для своїх історій: «Як на мене, герой — це все. Я ніколи не розуміла, чому мені також потрібно додавати сюжет». В інтерв’ю 1977 року вона ствердила, що «справжнє задоволення від написання полягає в тому, як люди можуть здивувати. Мої люди блукають навколо мого кабінету, доки роман не буде закінчено. Це одна з причин, чому я дуже обережна, щоб не писати про людей, які мені не подобаються. Якщо я бачу, що хтось підкрадається, що мені не дуже подобається, я зазвичай вилучаю його». Поллітт ще раніше зазначила, що персонажі Тайлер, здається, живуть власним життям, яке вона, здається, не може повністю контролювати: «Її складні, чудернацькі винаходи дивують нас, але відчувається, що вони дивують і її».

### Реалізм через деталі
Подібно до того, як Тайлер важко віднести до категорії романісток, також складно визначити її стиль. Романістка Кетлін Шайн описує, як її «стилю без стилю» вдається залучити читача в історію: «Стиль без стилю такий суворий і хитрий, кожне спостереження настільки виважене й делікатне, структура настільки складна, а мова така прониклива й відкрита, що читач може розслабитися, відчути себе впевненим у розповіді та сприйняти цей твір як щось справжнє й природне — навіть неминуче». The San Francisco Chronicle висловила подібну думку: «Людина не стільки читає роман Тайлер, скільки відвідує його. Її здатність вести кілька розмов одночасно, доставляючи їжу до столу, перетворює акт читання на своєрідний транспорт». Рецензент Том Шон висловився так: «Ви залучені ще перш ніж помітили, що звернули увагу». Джойс Керол Оутс у рецензії на «Аматорський шлюб», мабуть, найкраще описала це явище: «Коли реалістичний роман виявляє свою магію, ви не просто прочитаєте про досвід вигаданих персонажів, ви, здається, проживете його; ваше знання їхнього життя перевищує їхнє власне, адже вони можуть жити лише в хронологічному часі. Досвід читання такої художньої літератури, коли вона ретельно складена, може захоплювати дух, як магічна можливість переживати моменти з нашого власного життя, незрозумілі в момент їхнього проживання».

### Зосередження на сім'ї та шлюбі
Хоча сама Тайлер не любить розглядати свої романи через призму тем, численні рецензенти та науковці відзначили важливість сімейних та шлюбних стосунків для її персонажів та історій. Лізл Шиллінґер резюмувала: «Взяті разом, окремі, але взаємопереплетені світи її романів створили літературний запис Sensurround американської родини 20-го століття — або, принаймні, гордих, але проблемних архетипних родин, які найбільше її цікавили». Критикиня New York Times Мітіко Какутані рецензувала романи Тайлер понад 25 років. Вона часто звертала увагу на теми Тайлер щодо сім'ї та шлюбу. Рецензуючи «Компас Ноа», Какутані твердить, що «Головною турботою більшості персонажів цієї авторки завжди було їхнє прагнення визначити себе через призму родини — це ступінь, до якого вони сприймають себе як істот, сформованих генетикою, спогадами з дитинства та очікуваннями батьків і партнерів, та ступінь, до якого їх спонукає бажання прийняти незалежні ідентичності». Це приклад того, звідки Енн Тайлер отримала деякі свої риси, здатність бути незалежною та пізнати себе через свої твори.
Рецензуючи «Святе можливо», Джей Паріні описує, як героям Тайлер доводиться справлятися з «дивними родинами пані Тайлер, які будь-який терапевт, що поважає себе, назвав би «дисфункціональними» ... Незрозуміла доцентрова сила кидає цих родичів один до одного, захоплюючи їх у запаморочливу внутрішню спіраль обов'язку, прихильності та старомодного почуття провини — а також невисловлене бажання знайти якусь ідеальну або «нормальну» родину в далекому минулому, якої насправді ніколи не було. Майже кожен роман Енн Тайлер починається з втрати чи відсутності, яка відновлює в сім’ї якесь споконвічне відчуття себе». Ларрі МакМері писав: «У книзі за книгою братів і сестер невблаганно тягне додому, ніби їхні батьки або (частіше) бабусі й дідусі вклали в них маленькі магніти, які можна активувати, коли вони побачать, що таке позасімейний світ. ... рано чи пізно потреба бути з людьми, які дійсно знайомі – їхніми братами та сестрами – долає їх».
Романістка Джулія Ґласс так само написала про сім’ї героїв Тайлер: «Що робить кожну історію унікальною, так це особливий спосіб, у який її герої бунтують проти спадкових обмежень, справляються з доленосними кризами або налагоджують стосунки з новими знайомими, які розгойдують їхній світ». Так само Ґласс згадує про часту роль подружніх конфліктів у її працях: «Знову Тайлер демонструє свій геній у гострому, вишуканому зображенні шлюбу, численних викривлених способів, у які дві особи підтримують спільне існування». МакМертрі висловлюється так: «Долі сімей [Тайлер] залежать від тривалої боротьби між напівуважними чоловіками та напіводержимими жінками. У терплячому дослідженні такої боротьби міс Тайлер створила дуже задовільне тіло художньої літератури.

### Плин часу і роль малих випадкових подій
Роль плину часу та його впливу на героїв Тайлер завжди присутні. Історії в багатьох її романах охоплюють десятиліття, хоча б у спогадах. Джойс Керол Оутс підкреслювала роль часу таким чином: «[Романи Тайлер] часом рухаються так, наче безсюжетні у звивистому дрейфі справжнього життя, саме час становить «сюжет»: сенс розкривається через подвоєння часу у спалахах накопиченої пам’яті, у тих гострих моментах, які Джеймс Джойс влучно назвав прозрінням. Дрібниці сімейного життя можуть дати зрозуміти приголомшливе значення, побачене з правильного погляду, як показує нам Тайлер». Стосовно цих дрібниць сама Тайлер коментує: «Щодо великих подій проти малих: я вважаю, що всі вони мають значення. Усі вони розкривають характер, а це фактор, який мене найбільше хвилює ... Проте мене зачаровує те, що дрібні деталі можуть бути такими значущими».
Какутані описала роман «Святе можливо» подібним чином: «Пересуваючись між поглядами різних персонажів, пані Тайлер простежує два десятиліття в житті Бедло, показуючи нам великі та малі події, які формують життя членів сім’ї, і майже непомітні способи, якими почуття сімейної любові та обов’язку змінюються з роками». Знову в огляді роману «Уроків дихання» Какутані відчуває, що «вона здатна зі своєю звичайною витонченістю та великодушністю описати постійні зміни угод, укладених між батьками та дітьми, чоловіками та дружинами, і, роблячи це, зобразити як втрати – так і визволення – спричинені плином часу». Сама Тайлер далі зважує, як дрібні події можуть вплинути на стосунки: «Я люблю думати про випадковість — про те, як одне маленьке підслухане слово, один камінчик у черевику можуть змінити всесвіт ...Справжні герої для мене в моїх книжках – це перш за все ті, кому вдається вистояти».

## Критика
Тайлер не позбавлена критиків. Найпоширенішою критикою є те, що її роботи «сентиментальні», «милі», «чарівні та затишні». Джон Блейдс, літературний критик Chicago Tribune, назвав «Туриста мимоволі» (як і всі її попередні романи) «штучно солодким» і «нереалістичним».  Адам Марс-Джонс з The Observer ствердив у рецензії на The Amateur Marriage: «Здається, Тайлер пропонує молоко та печиво». Какутані також іноді нарікала на «нудну чарівність», зазначаючи, що «її романи — з їх ексцентричними героями, їхніми домотканими деталями, їхніми неймовірними, часто зворушливими сюжетами — часто загравали з чарівністю».
В інтерв’ю 2012 року Тайлер відповіла на таку критику: «З одного боку, я думаю, що це певною мірою правда. Я б сказала, що для [Філіпа] Рота — сечу й оцет, а для мене — молоко й печиво. Я не можу цього заперечувати. ...[Однак] у деяких моїх м’яких словах є більше переваги, ніж люди усвідомлюють». Оскільки майже всі роботи Тайлер охоплюють ту саму територію — сімейні та шлюбні взаємини — і розміщені в одному місці, її критикують за повторюваність і шаблонність. Рецензуючи «Клаптикову планету», Какутані зазначає: «Попередні персонажі пані Тайлер зазвичай перебували в густій мережі тонко нюансованих сімейних відносин, які допомагали визначити як їхні мрії, так і їхні обмеження; натомість люди в цьому романі більше нагадують самотніх вовків, яких авторка смикає туди-сюди за мотузки, наче маріонеток... Відома здатність міс Тайлер змальовувати повсякденні дрібниці життя цього разу також здається виснаженою та шаблонною... Що ж до маленьких деталей, якими міс Тайлер щедро посипає свою історію... вони теж мають відтінок механічного розфарбовування за номерами. У результаті виходить клаптиковий роман, який виглядає штучним, механістичним... і так, занадто милим».
Тайлер також критикували за натуру її героїв-чоловіків «сумний мішок» і «брак тестостерону». Тайлер не погоджується з цією критикою: «О, це мене завжди так непокоїть. Я не думаю, що вони слабаки. Люди завжди говорять, що ми розуміємо, що ви пишете про дивакуватих персонажів, і я думаю, хіба не всі дивакуваті? Якщо ви уважно придивитеся до будь-кого, ви знайдете вади, і у жінок, і у чоловіків».

## Робочі звички
Упродовж останніх кількох десятиліть Тайлер досить відкрито розповідала про свої робочі звички — як у письмових статтях, так і в інтерв’ю. Вона дуже дисциплінована та послідовна щодо свого робочого графіка та середовища. Вона починає працювати рано вранці й зазвичай працює до 14:00. Відтоді, як вона переїхала в район Роланд-Парк у Балтиморі, вона використовувала невелику, впорядковану кутову кімнату у своєму будинку, де єдине, що відвертало увагу — звуки «дітей, що граються надворі, і птахи» . Вона зазначила, що на початку її дня зробити перший крок — тобто увійти в її кутову кімнату — може бути складно і страшно. Вона починає писати з огляду своєї роботи за попередні дні, а потім сидить і деякий час дивиться в простір. Вона описує цей етап написання як «продовження мрій», і він зосереджується на її героях.
Протягом багатьох років Тайлер зберігала файли карток для записів, у яких записувала ідеї та спостереження. З цих нотаток часто виникають персонажі, описи та сцени. Вона каже, що перенесення слів на папір для неї є «дуже механічним процесом», який охоплює кілька кроків: (1) писання спочатку від руки на папері без ліній, (2) перегляд версій, написаних від руки, (3) друкування всього рукопису, (4) переписування від руки, (5) начитування на магнітофон аби прислухатися «фальшивих нот», (6) відтворення на машині для стенографії з використанням кнопки паузи для внесення змін. Вона може бути досить організованою, доходячи до того, щоб складати плани поверхів будинків і окреслювати хронологію всіх персонажів у конкретному романі.
2013 року Тайлер дала таку пораду письменникам-початківцям: «Їм слід вибігти й купити роботи Ірвінга Гофмана, соціолога, який вивчав значення жесту в особистій взаємодії. У мене є привід думати про Ірвінга Гоффмана майже кожен день мого життя, щоразу, коли я бачу, як люди роблять щось неусвідомлене, що розкриває більше, ніж вони коли-небудь знатимуть про їхнє нутро. Хіба люди не інтригують? Я могла б  писати про них вічно».

### Романи
- Якщо колись настане ранок /If Morning Ever Comes (1964)
- Консервне дерево /The Tin Can Tree (1965)
- Життя, що ковзає вниз /A Slipping-Down Life (1970)
- Той, хто заводить годинники /The Clock Winder (1972)
- Небесна навігація /Celestial Navigation (1974)
- У пошуках Калеба /Searching for Caleb (1975)
- Земні надбання /Earthly Possessions (1977)
- Смерть Моргана /Morgan's Passing (1980)
- Вечеря в ресторані «Ностальгія» /Dinner at the Homesick Restaurant (1982)
- Турист мимоволі /The Accidental Tourist (1985)
- Уроки дихання /Breathing Lessons (1988)
- Святе можливо /Saint Maybe (1991)
- Сходи років /Ladder of Years (1995)
- Клаптикова планета /A Patchwork Planet (1998)
- Назад, коли ми були дорослими /Back When We Were Grownups (2001)
- Аматорський шлюб /The Amateur Marriage (2004)
- Копання до Америки /Digging to America (2006)
- Компас Ноя /Noah's Compass (2009)
- Прощання новачка /The Beginner's Goodbye (2012)
- Блакитне мереживо долі /A Spool of Blue Spread (2015) [44]
- Оцетова дівчина / Vinegar girl (2016)
- Танець годинника /Clock Dance (2018)
- Рудий на узбіччі /Redhead by the Side of the Road (2020)
- Плетений колосок /French Braid (2022)
- Три дні в червні /Three Days in June (2025)

### інше
- Tumble Tower (1993) дитяча книжка, яку проілюструвала її донька Мітра Модаррессі
- Тімоті Таґботтом каже ні! (2005) дитяча книжка, яку проілюстровала Мітра Модаррессі

### Новели
Хоча оповідання Тайлер друкували у The New Yorker, The Saturday Evening Post, Redbook, McCall's і Harper's, вони не виходили збіркою.

### Екранізації
- Турист мимоволі (1988)
- Уроки дихання (TV) (1994)
- Святе можливо (TV) (1998)
- Життя, що ковзає вниз (1999)
- Земні надбання (ТВ) (1999)
- Назад, коли ми були дорослими (TV) (2004)

## Нагороди
Тайлер є членкинею Американської академії мистецтв і літератури з 1983 року.
За життєві досягнення:
- Фіналіст міжнародної Букерівської премії 2011 року
- Премія Sunday Times за літературну досконалість 2012